# Blanchiment dentaire
Pour les articles homonymes, voir Blanchiment.
 (mars 2013).

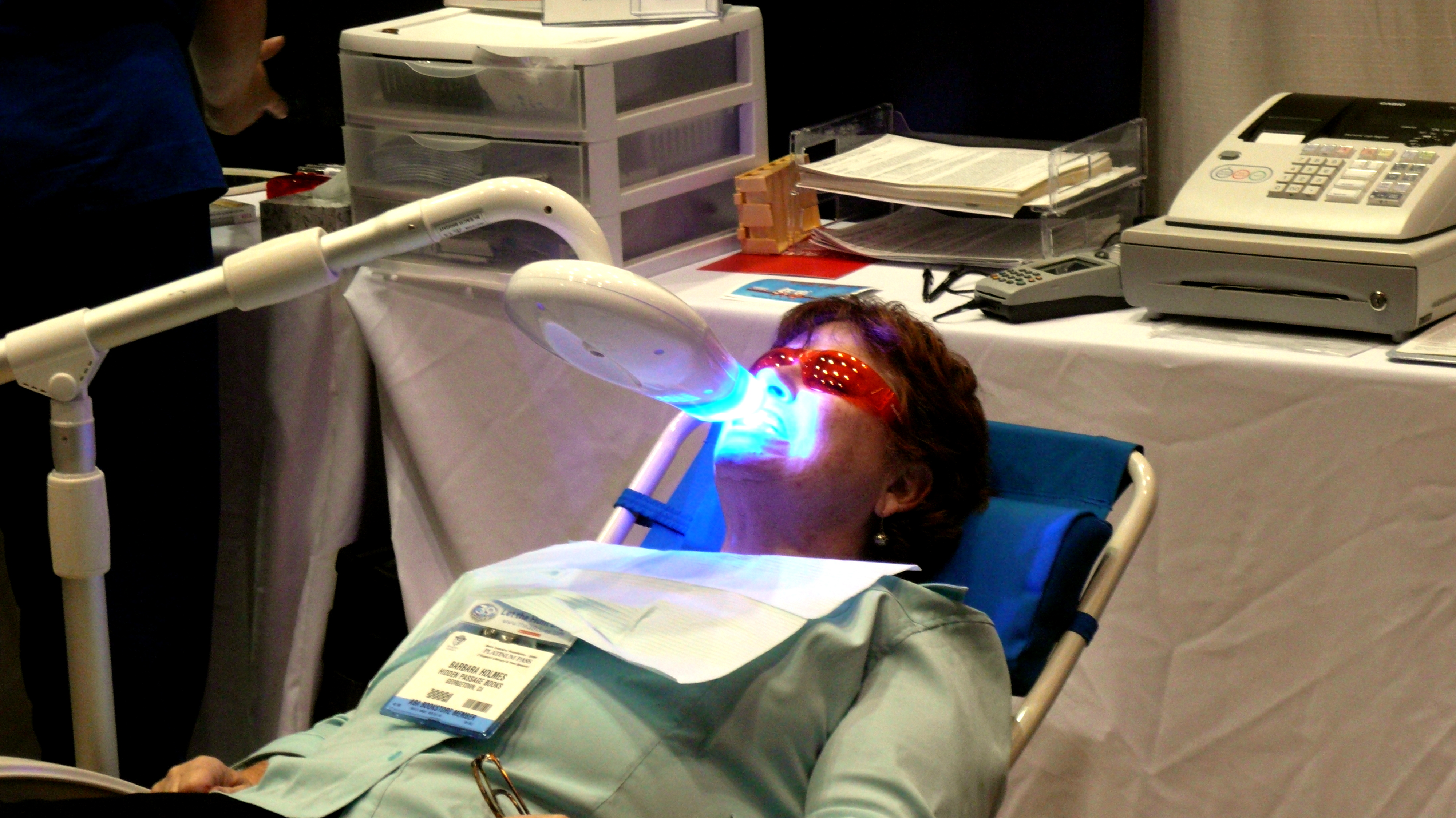
Blanchiment dentaire par laser.

Le blanchiment dentaire ou plutôt éclaircissement dentaire permet d'éclaircir la teinte des dents. Cette technique consiste à utiliser un agent de blanchiment qui traverse l'émail, partie extérieure de la couronne et pénètre au niveau de la dentine. Cet agent est un ion oxygène qui peut être obtenu à partir de différents produits. Cet ion oxygène agit alors sur les liaisons des chromophores et, en oxydant la matière organique, permet d'éclaircir la dent.
L'éclaircissement dentaire est un traitement initié et suivi par des chirurgiens-dentistes, ou plus récemment, avec la vente de produits en vente libre, pratiqué à domicile. Ce traitement, qui vise à corriger des colorations est utilisé pour des raisons esthétiques. Il peut s'agir de rectifier une coloration due au vieillissement, au contact répété des dents avec des produits externes induisant un changement de couleur (tabac, café, thé, et plus généralement aliments et boissons colorés), mais aussi à des causes telles que médicaments, radiothérapies, chimiothérapies, suites d'une intervention sur le canal dentaire ou simplement un choc. En aucun cas il n'est possible d'obtenir une coloration plus claire que la coloration naturelle initiale de la dent, dont la gamme varie du presque blanc à des teintes de brun-rougeâtre, jaune-rougeâtre, gris ou gris-rougeâtre selon les individus.
L'éclaircissement dentaire n'est pas une invention moderne (l'ouvrage de médecine chinoise Huangdi Nei Jing préconise l'utilisation de poudre à base de musc et de gingembre pour blanchir les dents, les Romains employaient quant à eux l'urine espagnole, la plus estimée, ou du lait de chèvre) mais sa vulgarisation revient aux Drs William Walter Klusmeier et Van Haywood notamment, qui ont développé le traitement en ambulatoire. Le docteur Dan Fischer a permis son industrialisation et son essor.
Les effets à long terme d'une utilisation répétée de blanchiment des dents ne sont pas connus.

## Cadre juridique
Les produits de blanchiment des dents considérés comme des produits cosmétiques ne doivent pas contenir plus de 0,1 % de peroxyde d’hydrogène. Les produits cosmétiques avec une concentration en peroxyde d’hydrogène (lié ou libéré) comprise entre 0,1 % et 6 % ne peuvent être appliqués que par des professionnels qualifiés, tels que les hygiénistes dentaires ou les dentistes. Dans tous les cas, la délivrance doit être effectuée par un dentiste. Les ingrédients alternatifs pour le blanchiment des dents, comme les acides peroxycarboxyliques, ne sont pas réglementés par le nouveau règlement européen sur les cosmétiques.
Les produits de blanchiment contenant une concentration en peroxyde d’hydrogène supérieure à 6 % étaient auparavant considérés comme des dispositifs médicaux sous la directive relative aux dispositifs médicaux (MDD). Cependant, avec l’entrée en vigueur du règlement européen relatif aux dispositifs médicaux (MDR), le champ d’application a été considérablement élargi, et tous les certificats délivrés selon l’ancienne législation, la MDD, ont expiré en mai 2024. Une prolongation jusqu’en mai 2028 est possible si une demande est déposée conformément à la nouvelle législation et acceptée par les organismes de certification. Étant donné que le Borderline Manual n’attribue aucun bénéfice médical au blanchiment, il n’est pas possible de bénéficier d’une prolongation pour les produits de blanchiment. Une période de transition permettra aux produits contenant une concentration en peroxyde d’hydrogène supérieure à 6 % de rester sur le marché jusqu’à leur date de péremption. Par la suite, seuls les produits cosmétiques avec une concentration en peroxyde d’hydrogène inférieure à 6 % seront disponibles.

## Techniques

### Blanchiment par voie externe à la maison
La législation européenne d'aout 2012 autorise l'utilisation de peroxyde d'hydrogène jusqu'à 6 % en ambulatoire.

Il ne peut être utilisé que par un chirurgien-dentiste agréé. Le professionnel de santé peut tout de même laisser son patient l'utiliser seul, avec des explications sur le mode d'emploi au préalable. Lorsque la concentration dépasse les 6 %, le produit doit être alors utilisé exclusivement au cabinet et sous une indication très précise, l'éclaircissement par voie interne sur dent non vitale.

#### Gouttières ambulatoires sur mesure
Le dentiste prend une empreinte des dents et confectionne des gouttières anatomiques sur mesure qui seront appliquées pour une durée variable selon la concentration du produit utilisé mais souvent en nocturne. Ces gouttières anatomiques sont munies de réservoirs sur la partie vestibulaire des dents et permettent donc d'encapsuler le produit de blanchiment sur la face des dents et protègent les tissus mous d'un éventuel contact avec le produit.

#### Gouttière ambulatoire prêt à porter

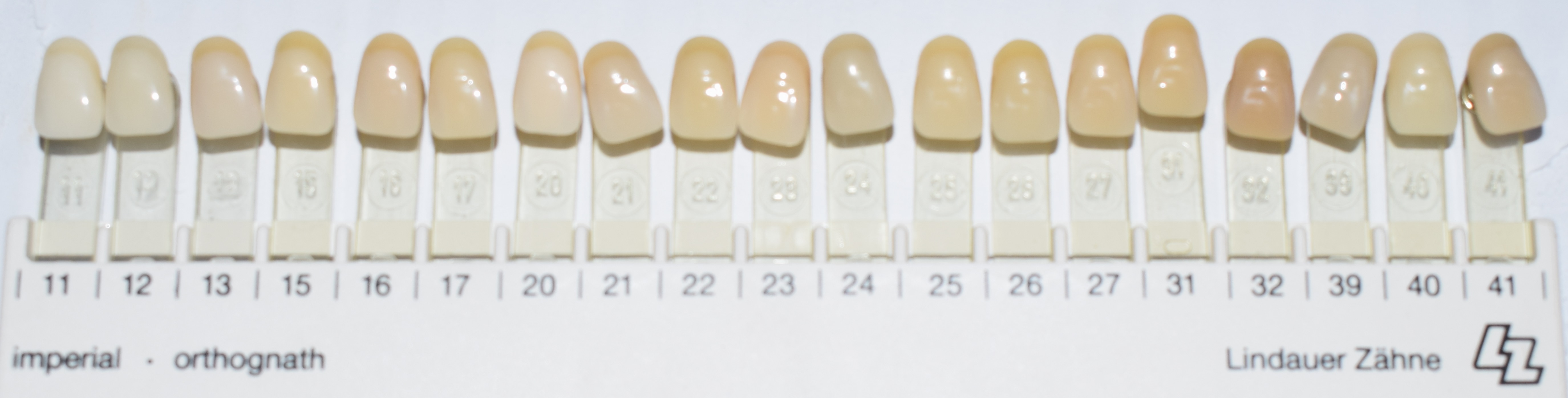
Nuancier de couleur des dents.

Aujourd'hui, le plus courant en cabinet dentaire pour des traitements à but de bien-être. Ces gouttières permettent de gagner du temps pour le praticien et donc d'avoir un cout de traitement réduit pour le patient. Pas d'empreinte, pas de réalisation de gouttière anatomique. Les gouttières qui contiennent un gel de peroxyde d'hydrogène à 6 % sont prêtes à l'emploi. Après contrôle buccodentaire par le dentiste, celui-ci valide le traitement par port de gouttières préchargées et préformées de façon industrielle. Elle se porte de 60 à 90 minutes par jour, pour un temps de traitement de minimum 10 jours.

### Blanchiment par voie externe au cabinet dentaire
- Séances au cabinet dentaire effectuées par un chirurgien-dentiste généralement à l'aide de peroxyde d'hydrogène. Les produits peuvent être activés par des accessoires externes comme la lumière ou un diffuseur thermique, mais la majorité des traitements se font sans ces accessoires externes. La séance dure d'une demi-heure à une heure ; prévoir deux séances espacées de deux semaines pour un bon résultat ou en complément de gouttières ambulatoires prêt à porter.

### Blanchiment dans les bars à sourire
Ce concept, importé des États-Unis, consiste en des séances de blanchiment en centre esthétique.
Le client commence par une petite toilette avec une compresse imbibée d’un « activateur de blanchiment » puis il reçoit sur ses dents une gouttière en silicone remplie d'un gel à base de perborate de sodium combinée à une lampe électroluminescente froide qui active le processus en agrandissant les pores de l'émail dentaire. Ce traitement est disponible dans des instituts de beauté, des spas. L'éclaircissement est limité à quelques jours. Attention, le perborate de sodium dégage du peroxyde d'hydrogène et ces centres ne peuvent utiliser des produits dégageant plus de 0,1 % de peroxyde d'hydrogène, la même concentration que les produits trouvés en pharmacie.
Ces centres font l'objet d'une controverse sur leur dangerosité.

### Produits en vente libre
- Produits vendus en pharmacie ou grandes surfaces
Ce sont des produits à faibles concentrations. La législation autorise en Europe seulement des produits dégageant moins de 0,1 % de peroxyde d'hydrogène.

### Blanchiment interne dit techniquewalking bleach
Le blanchiment interne consiste à éclaircir une dent dévitalisée de l'intérieur. 

Souvent, les dents dévitalisées prennent une coloration plus sombre, pouvant être inesthétique s'il s'agit d'une incisive centrale supérieure. Dans ce cas, on peut, après s'être assuré que l'obturation canalaire était bien étanche, déposer un produit (perborate de sodium ou un peroxyde d'hydrogène adéquat à l'intérieur de la dent), et le laisser agir durant une semaine.

## Produits
Plusieurs techniques existent pour avoir des dents plus claires. La plupart sont fondées sur l'apport d'un ion oxygène qui décolore des pigments des dents, en particulier les pigments jaunâtres. Les produits utilisés sont principalement le peroxyde d’hydrogène (eau oxygénée), le peroxyde de carbamide et le peroxyde d’urée.
Pendant le blanchiment, l'ingrédient actif contenu dans le gel se décompose, l'oxygène pénètre dans l'émail et blanchit les parties brunes (taches). Seuls l'émail des dents et la dentine deviennent plus clairs. Les plombages, les couronnes et les dentiers ne sont pas affectés. Un nouveau produit, encore peu connu, le P.A.P (acide phtalimidoperoxycaproïque) a fait son apparition sur les marchés européens en 2019. Il ne se transforme pas en peroxyde d'hydrogène comme le peroxyde de carbamide, et représente donc une alternative sans limite de concentration dans l'union européenne. Toutefois, la plupart des produits contenant du P.A.P sont concentrés à hauteur de 12%, dosage auquel l'effet blanchissant est optimal sans venir causer d'effets secondaires permanents.

## Contre indications

### Contre-indications locales
Les dents à éclaircir doivent absolument être saines, indemnes de caries. En effet, des dents déjà soignées seraient infiltrées par les produits à l'interface obturation/dent, ce qui risque de donner des douleurs et dans les cas extrêmes entraîner la nécrose de la dent.

### Contre-indications générales absolues
- Femmes enceintes ou qui allaitent
- Enfants de moins de 18 ans

## Indications
- Dents saines, indemnes de caries
- Patient ayant une bonne hygiène bucco-dentaire
- Colorations d'origine externe
- Coloration d'origine traumatique
- Coloration d'origine médicamenteuse[4]

## Risques
Tous les traitements de blanchiment peuvent avoir des effets indésirables sur les tissus buccaux (dent, mais aussi gencive et muqueuse de la joue ou de la langue), souvent mineurs ou passagers si le dentiste a auparavant vérifié que le traitement convenait et que les dents le supporteraient.

### Effets secondaires spécifiques des agents de blanchiment à base de peroxyde d’hydrogène
Des risques à moyen et long termes existent aussi pour les tissus mous et dentaires[réf. nécessaire]. Les plombages au mercure relarguent plus de mercure (toxique) lors de certains de ces traitements (aux gels de peroxyde de carbamide notamment), et certaines résines se colorent en orange sous l'effet de l'agent blanchissant. Certains de ces traitements ne doivent être pratiqués que sur des dents dévitalisées, et d'autres ne peuvent être faits que sur des dents en parfaite santé (sous peine de fortes douleurs voire de nécrose de la dent).

### Effets secondaires spécifiques des agents de blanchiment à base de peroxyacides carboxyliques
Lors de l’application clinique peroxyacides carboxyliques (PAP) pour le blanchiment dentaire, des réactions d’oxydation ont également lieu, et les molécules de couleur sont décolorées par des processus physico-chimiques. Cependant, cette réaction se produit sans formation de radicaux libres. qui sont la principale cause de la sensibilité dentaire et des irritations des gencives lors du blanchiment des dents avec des agents à base de peroxyde d’hydrogène.